# Emilio Varela
Emilio Varela Isabel (Alicante, 6 de noviembre de 1887 - Alicante, 6 de enero de 1951) fue un pintor español. Es considerado el pintor alicantino más destacado durante la primera mitad del siglo XX. Su pintura figurativa se inspira en el impresionismo y evoluciona hacia posiciones creativas muy personales y novedosas en el ambiente cultural y artístico local.

## Biografía
Emilio Varela vivió y murió en la misma casa del barrio de san Francisco de Alicante que le vio nacer. Se inició con doce años en el aprendizaje del dibujo y la pintura, pasando por los estudios y talleres de artistas afincados en Alicante, como el del alcoyano Lorenzo Casanova, o en los de Pericás y Parrilla. Completó su formación pictórica en Madrid, donde pasó tres años como discípulo de Joaquín Sorolla, quien le puso en contacto con las técnicas de representación pictórica de la luz. Aprovechó su estancia en la capital española para aprender de los grandes maestros en las colecciones del Prado.
En 1918 Sorolla le puso en contacto con un grupo de intelectuales alicantinos que incluía, entre otros, al compositor Óscar Esplá, al escritor Gabriel Miró y al pintor Heliodoro Guillén. Este contacto marcó el inicio de la progresiva inmersión de Varela en los círculos culturales alicantinos durante la década de los años veinte y hasta la Guerra Civil. Como miembro activo del Ateneo, se relacionó con el economista Germán Bernácer Tormo, su hermano el gran poeta alicantino Julio Bernácer Tormo, al que regaló con varias de sus pinturas dedicándoselas expresamente, el músico José Juan, el arquitecto Juan Vidal y el abogado Guardiola Ortiz. Su círculo de amistades contaba asimismo con Eduardo Irles o Rafael Tormo. Durante este periodo tuvo relación artística con los pintores Benjamín Palencia y Daniel Vázquez Díaz, quienes le aproximaron al panorama artístico de París. El interés por conocer de primera mano las corrientes artísticas parisinas le llevó a visitar la capital francesa junto a Óscar Esplá, durante dos semanas en 1928.
La primera mitad de los años treinta fue un periodo de gran actividad para Varela. Estableció una relación especial tanto con la ciudad de Alicante como con su entonces bella huerta donde, había hecho de la casa El Derique su depósito de materiales de pintura. Hizo de parajes del entorno, como la sierra de Aitana, el valle del río Guadalest, o el litoral del Peñón de Ifach, sus lugares de relación e inspiración en contacto con la naturaleza. Desarrolló una pintura en plein air de estos paisajes urbanos, rurales y marineros sin desatender, no obstante, el trabajo de estudio y la pintura de bodegones, retratos y, en particular, autorretratos.
A partir de 1935 comienzan a manifestarse en Varela unos primeros síntomas depresivos, que se irán repitiendo posteriormente a medida que van desapareciendo sus familiares más allegados. Su propio fallecimiento se produjo en plena crisis de autoestima y de propia apreciación de su trabajo pictórico.

## Pintura
De entre su producción, la obra pictórica de Varela es la que ha tenido mayor divulgación, y mayor y mejor acogida entre una parte de la burguesía local. Es también su obra mejor conocida y estudiada.
Su pintura queda plasmada en formato de pequeño tamaño, y es eminentemente figurativa. En su pintura transluce una preocupación e interés manifiestos en captar y en plasmar la luz deslumbrante y bella de los paisajes alicantinos, y el color de su entorno urbano y rural. Varela vino a definir los parámetros de representación de un paisaje, a modo de transposición de cuanto aprendió de sus antecesores y a través de las publicaciones que recibía. A pesar de que, como corresponde a la época, estas publicaciones estuvieran impresas en blanco y negro, Varela supo realizar la trascripción cromática de su realidad cotidiana. De ahí que sus pinturas deslumbren de una luz y un color que desborda el mero dibujo, superado por el efecto en la aplicación de la pincelada.
Su pintura recibió influencias diversas de las vanguardias que le precedieron, siendo todo, sin ser en particular impresionista, fauvista o expresionista, sencillamente pintando desbordado por la subjetividad. De ahí sus innumerables paisajes y lugares cotidianos, de la Aitana mítica en la geografía de la provincia de Alicante, de los lugares plácidos de la entonces bella huerta de Alicante. O bien del tótem que representa el peñón de Ifach, hito singular en el perfil de la costa.
Especial atención merecen los autorretratos, cuyo número supera con largueza el centenar. Constituyen auténticos ejercicios de introspección psicológica, del estado anímico, de reflexión, en cuanto a plasmación de la psique. Aunque en lo pictórico constituyen verdaderas obras maestras de su trayectoria artística, puesto que ellos está representada en su recorrido vital, su manera de ir entendiendo y plasmando la pintura conforme avanzó su carrera artística.
Conviene no desdeñar sus aproximaciones a las vanguardias. La influencia que en Varela tuvo contemplar la obra de Picasso, quizás en época avanzada de su quehacer pictórico. También recogió la efecto de la no figuración, o de la abstracción lírica como consecuencia de proceder a desmaterializar la forma mediante el color rotundo.

## Dibujos
Aunque la producción pictórica de Varela es mucho más conocida, conviene también hacer mención a sus dibujos a lápiz de grafito sobre papel, así como destacar sus dibujos acuarelados, además de las mismas acuarelas.
Son numerosos sus dibujos realizados a lápiz de punta de plomo, en ocasiones utilizando la pluma y toques de color a la acuarela.
Siguiendo un recorrido que comprende desde la figuración con temas cotidianos, apuntes de paisaje, personajes próximos o animales domésticos, a las soluciones por completo abstractas. Dibujos siempre realizados con un trazo firme y seguro.

## Obra
Los motivos se repiten en su obra. El Benacantil, en Alicante, constituye uno de los que más reiteró. Como sucede con el motivo icónico de la peña que alberga el Castell de Guadalest, o el hito visual que constituye el peñón de Ifach. También los perfiles de la sierra de Chorta, pintada desde la Aitana. Árboles de esos territorios y los de la huerta alicantina. O aquellos lugares, más domésticos, del litoral urbano de la ciudad, con el paseo de la Explanada junto a la dársena del puerto y los pabellones para tomar los baños de mar en la contigua playa del Postiguet, algunos de aspecto puntillista. También los interiores de la hermosa arquitectura de las masías. O la representación de bodegones en los cuales utilizaba como modelos sencillos elementos domésticos de usos cotidianos.
Cabe destacar también sus retratos, en cuya formalización recorrió las mimas etapas que en el paisaje.
Su obra se encuentra repartida entre numerosos coleccionistas, en especial afincados en la ciudad de Alicante.

## Premios
1906. Exposición Nacional de BB. AA. Madrid. Mención honorífica por su cuadro Gitanas.
1944. Exposición Provincial de BB. AA. Alicante. Primera medalla.
1946. Alicante. Diputación Provincial. Colectiva, II Provincial de BB. AA. Primer premio.

## Exposiciones
1903. Colectiva, Exposición Artística e Industrial Provincial. Ayuntamiento de Alicante
1918. Primer Salón Exposición de Pintura y Escultura del círculo de BB. AA.
1919. Colectiva. Sala La Decoradora
1920. Sala La Decoradora, Zaragoza. Salón de Otoño.
1921. Alicante, Colectiva. Centro de Escritores y Artistas.
1922. Madrid, Exposición de Bellas Artes.
1923. Madrid, Colectiva Palacio del Retiro, Alicante. Ateneo, primera individual.
1925. Alicante. Ateneo, nueva individual
1926. Alicante. Ateneo, individual
1928. Alicante. Ateneo, cuarta muestra individual
1930. Barcelona, Sala Parés.
1932. Alicante. Ateneo, individual. Supuso con 58 obras, la mayor de cuantas realizó
1935. Alicante. Ateneo, de nuevo individual
1936. Alicante. Ateneo, individual, la última llevada a cabo en su trayectoria artística.
1940. Alicante, Salones del Casino. Colectiva
1944. Alicante. Diputación Provincial. Colectiva, Provincial de BB. AA.
1946. Alicante. Diputación Provincial. Colectiva, II Provincial de BB. AA.
1951. Madrid, Salón de los Once, póstuma.

## Obra en museos y colecciones
- Museo Nacional de Arte Moderno.
- MUBAG. Museo Bellas Artes de Alicante
- Colección BBVA España[4]

## Distinciones
Hijo Predilecto de Alicante, distinción otorgada a título póstumo por el Ayuntamiento de Alicante en sesión plenaria celebrada el 29 de abril de 2010.